# Südöstliches Mittelgebirge
Koordinaten: 47° 15′ N, 11° 28′ O

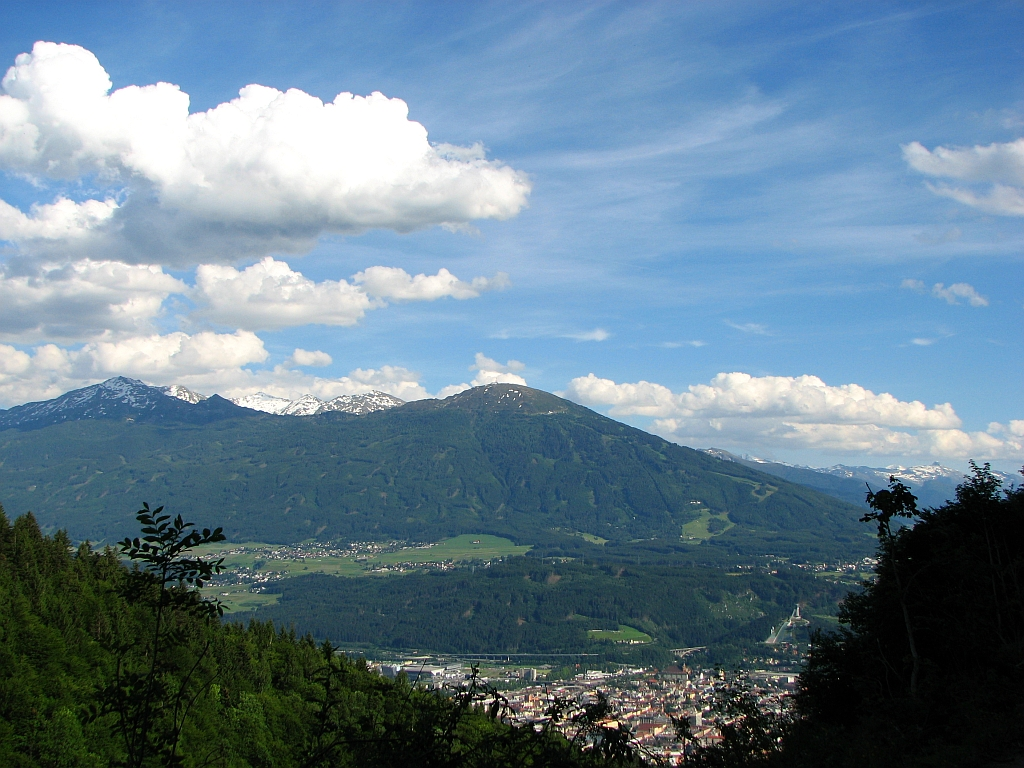
Blick bei Innsbruck südwärts: Talgrund bei Innsbruck, Blick südwärts, darüber die typische Talschulter des Südöstlichen Mittelgebirgs (Siedlungsraum bis ca. 1000 m), darüber die Berge der (Tuxer) Voralpen (Wald- und Almregion), hinten fern die ersten Gipfel der „eigentlichen“ Alpen (Tuxer „Alpen“, heute Teil der Zillertaler Alpen)

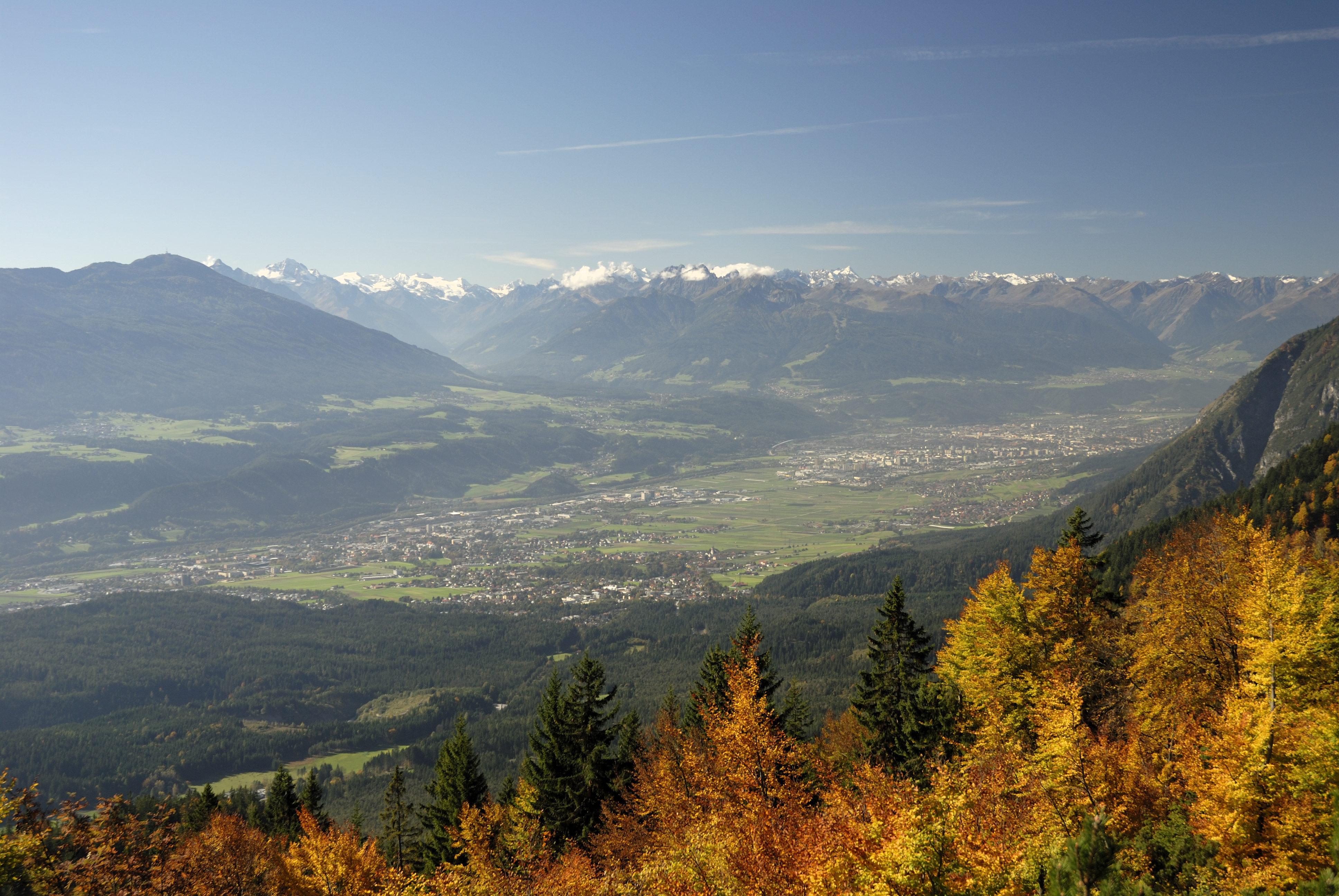
Blick auf beinahe das gesamte Mittelgebirge um den Inntalboden zwischen Wipptal und Hall, mittig links das Südöstliche Mittelgebirge

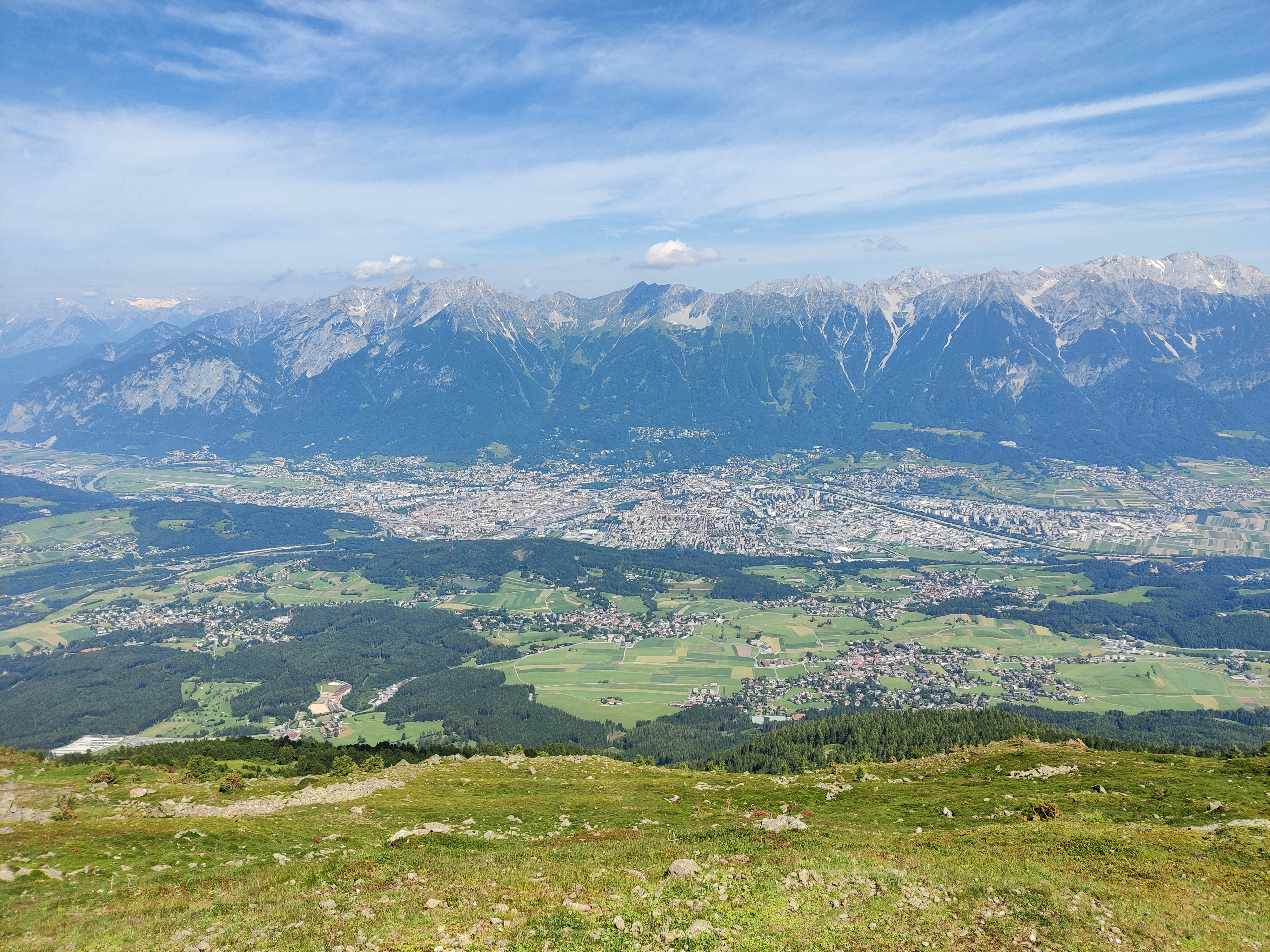
Blick vom Patscherkofel auf das südöstliche Mittelgebirge, dahinter Innsbruck und die Nordkette

Das Südöstliche Mittelgebirge ist die Talterrasse des Unterinntals bei Innsbruck und Hall in Tirol. Es stellt jenen Teil des Tiroler Mittelgebirges dar, der am Fuß von Patscherkofel und Glungezer liegt. Es bildet auch einen Planungsverband des Landes Tirol.

## Geographie
Das südöstliche Mittelgebirge ist die Hangschulter der Tuxer Alpen zwischen dem Wipptal im Westen und dem Voldertal im Osten und erstreckt sich mit einer Breite von rund 2 Kilometer auf etwa 15 Kilometer Länge. Es liegt im Höhenbereich von rund 800 bis 1000 m, damit rund 250 bis 450 m über dem Inntal. Die Terrassencharakteristik setzt sich auch nach Süden ins Wipptal bis Ellbögen fort. Westlich des Wipptals schließt das Westliche Mittelgebirge an, während östlich die Talschulter mit der Gnadenwalder Terrasse als Teil des Nördlichen Mittelgebirges die Talseite wechselt.
Die Terrasse ist von einem lebhaften Kleinrelief mit etlichen Hügeln und Mulden mit Mooren und Seen geprägt, das eiszeitlicher Herkunft ist (Inngletscher).

## Gemeinden
Im südöstlichen Mittelgebirge liegen Vill, Igls (beide heute Stadtteile von Innsbruck), etwas in das Wipptal zurückversetzt Patsch, und Lans, Sistrans, Aldrans, etwas unterhalb Ampass, sowie Rinn und Tulfes.
Die Gemeinden des südöstlichen Mittelgebirges (mit Ausnahme der Innsbrucker Stadtteile) bilden heute auch einen Planungsverband des Landes, Entwicklungsregionen für die regionale Raumordnung. Dieser hat 12.945 Einwohner (Stand 1. Jänner 2024) und eine Fläche von 79,1 km², davon 30,9 % Dauersiedlungsraum. Aufgrund der Nähe zur Landeshauptstadt ist die Bevölkerung stark gewachsen, seit 1961 hat sich die Einwohnerzahl mehr als verdoppelt. Zusammen mit Innsbruck und den anderen Umlandorten kooperieren die Gemeinden im Verband Innsbruck und Umgebung.

## Wirtschaft und Verkehr
Die breite Terrasse bietet gute Bedingungen für die Landwirtschaft, die meisten Bewohner sind allerdings Auspendler nach Innsbruck. Der Tourismus hat an Bedeutung verloren, während die Zahl der Nächtigungen im Winter in den Jahren 1971 bis 2013 zwischen 75.000 und 150.000 pro Jahr schwankte, ging sie im Sommer von knapp 260.000 im Jahr 1981 auf gut 100.000 im Jahr 2013 zurück. Heute dient die Gegend, etwa mit dem Lanser See oder den Schi- und Wandergebieten am Patscherkofel (Patscherkofelbahn) und am Glungezer (Glungezerbahn), in erster Linie als Naherholungsgebiet für den Raum Innsbruck.
Über das südöstliche Mittelgebirge führte die mittelalterliche Salzstraße von Hall nach Matrei und weiter zum Brenner. Ähnlich sollte auch die 1939 geplante Reichsautobahn zum Brenner verlaufen. Das Gebiet ist heute durch mehrere Landesstraßen (L 9 Mittelgebirgsstraße, L 32 Aldranser Straße, L 33 Patscher Straße und L 38 Ellbögener Straße) erschlossen. Aldrans, Lans und Igls sind durch die Innsbrucker Mittelgebirgsbahn an das Innsbrucker Straßenbahnnetz angebunden.